# 霍姆鎮區 (密歇根州紐威哥縣)
霍姆鎮區（英語：Home Township）是位於美國密歇根州紐威哥縣的一個行政鎮區。

## 地方資料
霍姆鎮區的面積為92.20平方千米，當中陸地面積為92.10平方千米，而水域面積為0.10平方千米。根據2020年美國人口普查的數據，當地共有人口238人，而人口密度為每平方千米2.58人。